# The Ghost Breakers
The Ghost Breakers este un film de comedie-film de groază american din 1940 regizat de George Marshall. În rourile prinipale joacă actorii Bob Hope, Paulette Goddard și Richard Carlson.

## Actori
- Bob Hope.....Larry Lawrence
- Paulette Goddard.....Mary Carter
- Richard Carlson.....Geoff Montogomery
- Paul Lukas.....Parada
- Willie Best.....Alex
- Pedro de Cordoba.....Havez
- Virginia Brissac.....Mamă zumbi
- Noble Johnson.....The zumbi
- Anthony Quinn.....Ramon Mederos / Francisco Mederos
- Tom Dugan.....Raspy Kelly
- Paul Fix.....Frenchy Duval
- Lloyd Corrigan.....Martin